# Excite Truck
Excite Truck è un videogioco per la console Nintendo Wii, pubblicato in Europa il 16 febbraio 2007. Si tratta di un gioco di guida automobilistica o, per la precisione, di vetture 4x4, dette trucks.